# Martin Činovský
Martin Činovský (*8. března 1953 Levoča) je slovenský malíř, ilustrátor a grafik. Je znám jako výtvarník československých, českých a slovenských poštovních známek. Je žákem Albína Brunovkého a Vincenta Hložníka. Je vysokoškolským učitelem na  Univerzitě Komenského v Bratislavě.

## Výběr z díla
- Rytina československé poštovní známky, vydané v roce 1988 podle návrhu Ivana Schurmanna,  ke Dni československé poštovní známky k uctění památky grafika Jaroslava Bendy.
- Spolupráce na designu obalu studiového alba Vaša Patejdla – Chlapčenský úsmev (1989)
- Rytina české poštovní známky, vydané v roce 1993 podle návrhu Jozefa Baláže, k uctění památky Augusta Sedláčka
- Rytiny slovenských poštovních známek[3][2]

## Ocenění
- V roce 2014 mu prezident Slovenské republiky udělil Pribinův kříž 1. třídy.